# Захарія Абрагамович
Заха́рія Абрагамо́вич (9 березня 1878 — 5 травня 1903, Гробиська, нині у складі села Залуква Галицького району Івано-Франківської області) — караїмський поет з Галичини.

## Життєпис та творчість
Народився в селянській сім'ї, мешкав у Галичі. Навчався у Станиславівській гімназії, але був виключений за неблагонадійність. Вступив до цісарсько-королівського війська Австро-Угорської імперії, де захворів на сухоти й помер молодим.
Сучасники відзначають його велику охоту до віршування: навіть під час праці в полі, на сінокосі тощо він майже постійно віршував і не завжди записував свої поезії. Писав караїмською, а також українською й польською мовами. Значне місце в тематиці його віршів посідають патріотичні мотиви. Так, перебуваючи на військовій службі, він писав (українською мовою!):
|  | Не замінить Лаба Дністра дорогого — Могучого батька Галичанських рік. |

Крім того, Абрагамович перекладав українські пісні караїмською мовою.
Доля творчої спадщини поета після його смерті невідома. Дванадцять поезій Захарії Абрагамовича було надруковано у 1930-х роках в луцькому альманасі «Карай авази» («Голос караїма»). Кілька віршів з цієї добірки переклав українською Степан Пушик.
|                                                        | Людина мусить рідну ниву жати, Та завше пам'ятати, в кожну мить: Якщо чуже ми будем зневажати, То і свого не зможемо любить. |
| — Захарія Абрагамович, Я — караїм (переклад С. Пушика) | |